# Departement van Financiën (Filipijnen)
Het Departement van Financiën, lokale namen: Department of Finance, (DOF) of Kagawaran ng Pananalapi, is in de Filipijnen het ministerie dat verantwoordelijk is voor de financiën van de overheid en het formuleren en uitvoeren van het fiscale beleid.

## Lijst van ministers van Financiën
Onderstaande lijst toont alle ministers van Financiën uit de geschiedenis van de Filipijnen, te beginnen met de revolutionaire (niet internationaal erkende) regering van Emilio Aguinaldo en de ministers in de Amerikaanse koloniale tijd tot de huidige minister. In de loop der tijd is de titel het ministerie en de minister en in sommige gevallen ook de organisatie van het ministerie enkele malen veranderd. In de tabel worden de Engelstalige benamingen voor de minister weergegeven.
| Naam                               | Start v/d termijn | Einde v/d termijn |
| ---------------------------------- | ----------------- | ----------------- |
| Director of Finance                |                   |                   |
| Baldomero Aguinaldo                | april 1897        | november 1897     |
| Secretaries of the Treasury        |                   |                   |
| Mariano Trias                      | 15 juli 1898      | 9 mei 1899        |
| Hugo Ilagan                        | 9 mei 1899        | 13 november 1899  |
| Secretaries of Finance and Justice |                   |                   |
| Henry Clay Ide                     | 1 september 1901  | 24 september 1906 |
| James Francis Smith                | 25 september 1906 | 30 juni 1908      |
| Gregorio Araneta                   | 1 juli 1908       | 30 oktober 1913   |
| Victorino Mapa                     | 1 november 1913   | 14 januari 1917   |
| Secretaries of Finance             |                   |                   |
| Victorino Mapa                     | 1 januari 1917    | 14 januari 1917   |
| Alberto Barreto                    | 14 januari 1917   | 17 juli 1923      |
| Miguel Unson                       | 18 juli 1928      | 13 december 1931  |
| Vicente Carmona                    | 1 januari 1932    | 31 december 1932  |
| Rafael Alunan                      | 1 juli 1933       | 30 april 1933     |
| Vicente Encarnacion                | 23 april 1933     | 24 juli 1934      |
| Elpidio Quirino                    | 25 juli 1934      | 18 februari 1936  |
| Antonio de Las Alas                | 19 februari 1936  | 15 november 1938  |
| Manuel Roxas                       | 26 november 1938  | 28 augustus 1941  |
| Serafin Marabut                    | 21 augustus 1941  | 29 december 1941  |
| Jose Abad Santos                   | 1941              | 1942              |
| Andres Soriano                     | 26 maart 1942     | 31 juli 1944      |
| Jaime Hernandez                    | 8 augustus 1944   | 27 mei 1946       |
| Elpidio Quirino                    | 28 mei 1946       | 24 november 1946  |
| Miguel Cuaderno                    | 25 november 1946  | 2 januari 1949    |
| Jaime Hernandez                    | januari 1949      | januari 1952      |
| Aurelio Montinola, Sr.             | januari 1952      | december 1953     |
| Jaime Hernandez                    | december 1953     | januari 1960      |
| Dominador Aytona                   | 25 januari 1960   | 29 december 1961  |
| Fernando Sison                     | 2 januari 1962    | 31 juli 1962      |
| Rodrigo Pérez                      | 1 augustus 1962   | 7 januari 1964    |
| Rufino Hechanova                   | 8 januari 1964    | 13 december 1965  |
| Eduardo Romualdez                  | 1 januari 1966    | 4 februari 1970   |
| Cesar Virata                       | 9 februari 1970   | 2 juni 1978       |
| Ministers of Finance               |                   |                   |
| Cesar Virata                       | 2 juni 1978       | 3 maart 1986      |
| vacant                             | 3 maart 1986      | 26 maart 1986     |
| Jaime Ongpin                       | 26 maart 1986     | 30 januari 1987   |
| Secretaries of Finance             |                   |                   |
| Jaime Ongpin                       | 30 januari 1987   | 14 september 1987 |
| Vicente Jayme                      | 15 september 1987 | december 1989     |
| Jesus Estanislao                   | 1 januari 1990    | 30 juni 1992      |
| Ramon del Rosario                  | 1 juli 1992       | 1 juni 1993       |
| Ernest Leung                       | 2 juni 1993       | 31 januari 1994   |
| Roberto de Ocampo                  | 1 februari 1994   | 30 maart 1998     |
| Salvador Enriquez                  | 1 april 1998      | 30 juni 1998      |
| Edgardo Espiritu                   | 1 juli 1998       | 31 december 1999  |
| Jose Pardo                         | 2 januari 2000    | 20 januari 2001   |
| Alberto Romulo                     | 23 januari 2001   | 30 juni 2001      |
| Jose Isidro Camacho                | 30 juni 2001      | 30 november 2003  |
| Juanita Amatong                    | 1 december 2003   | 14 februari 2005  |
| Cesar Purisima                     | 15 februari 2005  | 15 juli 2005      |
| Margarito Teves                    | 22 juli 2005      | 30 juni 2010      |
| Cesar Purisima                     | 30 juni 2010      | heden             |